# Off the Road
Off the Road, Off the Road: Twenty Years with Cassady, Kerouac and Ginsberg, skriven av Carolyn Cassady, är en memoarbok som skildrar det liv som hon levde tillsammans med Neal Cassady, även känd som Dean Moriarty i Jack Kerouacs bok On the Road. Off the Road kom egentligen ut redan 1990, men reviderades av författaren 2007. Cassady rörde sig nära Beatgenerationens förespråkare såsom Allen Ginsberg och Kerouac, som hon även hade ett förhållande med. Tanken med Off the Road är att visa hur det egentligen var att leva nära Jack och Neal samt slå hål på myterna kring Beatgenerationen. Cassady har själv sagt i en intervju publicerad i bland annat SvD att beatgenerationen för henne var "något som medierna hittade på och Ginsberg saluförde." Jack ska även ofta ha yttrat ”jag hade inget med det att göra”.

## Bokens andra nyckelpersoner
Neal Cassady (1926-1968) beskrivs oftast som en oansvarig skitstövel, och hade det inte varit för sina kontakter med Ginsberg och Kerouac hade hans verk antagligen inte publicerats. Cassady har påstått i intervjuer att Kerouac inspirerades av Neals spontana och subjektiva sätt att skriva brev på och tog detta till sitt eget skrivande. När Neal senare tappade kontakten med Kerouac ägnade han sig åt att bilda övergången från Beat till hippierörelsen.
Jack Kerouac 1922-1969 var Beatgenerationens företrädare och skrev både lyrik och prosa. Hans mest kända verk är På drift, On the Road (1957). Det är en bok som både har hyllats och kritiserats. Kritikerna anser ofta att den inte handlar om någonting. De som hyllar den anser Jack Kerouacs skrivna ord vara klockrena och ha sådan kraft att de kan förändra livet för folk. Enligt legenden var Kerouac såväl under ständigt kedjerökande, kaffeindränkt och benzedrinpåtänd och utan sömn eller pauser under de tre veckor han skrev boken. Det skulle vara möjligt att säga att han levde som det han skrev om. Boken handlade om rebelliska ungdomar som försökte uppnå extas genom droger, sex och jazzmusik. Detta var förstås innan datorernas intrång men ändock är det besynnerligt att On the Road skrevs på en enda lång rulle papper med massor marginalanteckningar, som skickades runt mellan olika bokförlag i flera år.